# Пйотркувський привілей (1388)
Пйотркувський привілей 1388 року — привілей, наданий шляхті 29 лютого 1388 року в Пйотркуві королем Польщі Владиславом II Ягайлом.

## Походження документа
Пйотркувський привілей 1388 року був виданий невдовзі після першого привілею, виданого Владиславом Ягайлом у 1386 році, Краківського привілею. Через короткий проміжок часу між обома подіями та відсутність чіткої, на перший погляд, причини видання привілею в Пьотркуві, історики намагалися знайти пояснення поведінці правителя. Юзеф Шуйський стверджував, що Краківський привілей був виданий для Малої Польщі, а Пьотркувський привілей для Великої Польщі. Багато істориків ХІХ століття дивилися на проблему подібним чином. Однак, на думку Марселя Гандельсмана, ця точка зору є хибною; історик звертає увагу на такі факти:
1. Пйотркувський привілей ґрунтувався на Краківському привілеї і був ще одним документом, покликаним сформувати нову політичну реальність на порозі правління нового правителя.
2. У ст. 3 документу з'являється фраза: terre videlicet Cracoviensis—terrigene Cracoviensi, Sandomiriensis—terrigene Sandomiriensi, et sic de singulis terris regni nostri, яка не зустрічається в привілеях Великої Польщі, але зустрічається в загальнодержавних привілеях (приклад: Краківський привілей) або власне в Малопольщі.
3. Доказом загальнодержавного, а не окружного значення документа є його повідомлення — положення, що містилися в ньому, мали важливе значення для шляхти та духовенства всієї Корони, а не лише окремої її частини[2].

### Оригінали привілею збереглися до ХХ ст.
У 1907 році Марцелі Гандельсман перерахував три оригінали привілею, що збереглися до його часу, і три інші версії згаданого акту, які, на його думку, можна вважати первинними версіями. Варіанти привілею не були однаковими — вони відрізнялися стилем, характером, а в окремих випадках навіть окремими положеннями. Серед збережених документів:
1. Акт, який зберігався в архіві князів Чарторийських у Кракові під інвентарним номером 209, завірений величною королівською печаткою Ягайла та другою, меншою печаткою на реверсі. На першій сторінці міститься зміст привілею, а на другій — примітка з XV ст., яка говорить: Rex Vladislaus promittit omnia jura tenere sicut prececessores sui, videlicet reges Casimirus et Ludovi eus et captivos eliberare suis impensis, (Король Владислав обіцяє зберігати всі права, як це робили його попередники Казимир і Людвік, а також обіцяє визволити взяті в полон за свій рахунок). Цей акт Гандельсман назвав Cz. І.
2. Акт, який також знаходився в архіві князів Чарторийських у Кракові під інвентарним номером 210, із сучасним написом на реверсі: Inscriptio domini regis dominis atque terrigenis regni super libertatem ab omnibus exaccionibus et contractuibus cum aliis cautelis, (Рішення нашого владики короля, виданий панам і землевласникам, щодо свободи від оброків і податків разом з деякими обговореннями). Handelsman назвав його Cz. II. Разом з Cz. І зберігався він у царській скарбниці, про що свідчать записки, знайдені на документах XVI століття.
3. Оригінал акта в архіві князів Сангушків у Славуті, на реверсі якого міститься напис, зроблений тим же автором, що й текст привілею: Istud privilegium est datum genologie Trąba (Цей привілей надано родині Троба). Згаданий історик позначив його літерою S.
4. Легальна копія документа зберігалася в Головному архіві у Варшаві. (AR позначення)
5. Другий юридичний примірник був включений Мацеєм Догелем у неопубліковану книгу, а звідти його взяв і включив до своєї праці з незначними змінами в Ius Polonicum Ян Вінцентій Бандтке (Designation of Handelsman Dog.).
6. Ян Длугош у своєму Liber beneficiorum помістив текст привілею з приміткою: Privilegium domini Vladislai regis Poloniae, ecclesiis et militiae regni Poloniae datum… continens articulos libertatum et exceptionum (Привілей, наданий Владиславом, королем Польщі, Церкві та лицарям Королівства Польського… містить статті, вольності та імунітети). (Маркування D)[2].

#### Взаємозв'язок збережених варіантів документа
На підставі вищезазначених редакційних, мовних і змістовних відмінностей і подібностей Гендельсман розділив збережені тексти на дві групи. Одна з них включала: Vol. I, D і Dog, тоді як у другій частині Cz. II, AR і S. У свою чергу, подальший поглиблений аналіз привів його до висновку, що текст, наданий Мацеєм Догелем (Dog.), є навіть ранішим за оригінали Cz. I і Част II (іншими словами, оригінал, з якого Доґєл скопіював свою версію тексту, був ранішим за оригінали з архіву Чарторийських, що зберігалися до ХХ ст.). За першою групою текстів слідує оригінальний том. I, а текст, поданий Длугошем (D), пізніший за нього.
У другій групі юридична копія документа з Головного архіву у Варшаві (AR) є, за Гандельсманом, копією іншого оригінального тексту, який був втрачений, але який був джерелом для оригіналу Cz. II, а для оригіналу S. Згаданий історик покладає численні помилки у версії AR на пізнішого переписувача.

### Основні вісі суперечки між королем і шляхетством та духовенством
Марцелі Гандельсман звертає увагу на кілька аспектів, навколо яких точилися особливо гострі суперечки, — насамперед, щодо юстиціріуса. Шляхетство прагнуло повністю скасувати цю посаду, оскільки чиновники, які виконували цю функцію, часто перевищували свої повноваження. Свої прагнення вона зуміла закріпити в Краківському привілеї, але вони не були поважені правителем. Крім того, Ягайло вважав цю посаду особливо корисною, оскільки він запровадив її в 1387 році в Литві, що, мабуть, знайшло відображення в суперечках під час конгресу 1388 року. По-друге, існують відмінності між версіями податкової процедури, яка проводиться, коли землевласник не сплачує вчасно податок у розмірі 2 грошей із селянського лену (податок, запроваджений у Кошицьким привілеєм 1374 року). У версії том. І в ньому зазначено, що через 15 днів після першого попередження, податок все ще не сплачено, королівський службовець має конфіскувати худобу, яка належить селянину. У свою чергу, версія том. II дає термін 14 днів.
Насамкінець Гендельсман звертає увагу на важливий факт, а саме участь духовенства у загальнодержавному привілеї, і пояснює це бажанням брати участь у сприятливих змінах, запроваджених королем, а також прагненням з боку духовенства залагодити спірні питання з правителем — такі, як зловживання правом стану та порушення церковного імунітету. Своєю чергою Кшиштоф Ґозь-Рошковський зауважує інше — документ 1386 року містив запевнення у повазі привілеїв, виданих Казимиром Великим і Людовиком Анжуйським, із застереженням, що новий правитель визнає лише ті , які були видані на користь і користь держави та її жителів. З цієї причини побоювання шляхти, що деякі закони чи земельні наділи можуть бути скасовані під приводом невигідності для держави, могли бути виправданими.

## Хід конгресу в Пйотркуві 1388р. за Марселем Гандельсманом
Взаємозв'язок різних версій привілею, описаних у попередньому розділі, що зберігся до 20 століття, дав Гандельсману підстави для спроби реконструювати події 1388 р. у Пйотркуві . Тут король прагнув максимально зміцнити свої прерогативи, яких він мимоволі позбавив себе у 1386 році (відставка з посади судді). Шляхта і духовенство, з іншого боку, хотіли змусити короля не тільки залишити попередні зобов'язання в силі, але, перш за все, пообіцяти їх дотримуватися. Крім того, шляхта мала погляди, що розходилися з духовенством у деяких питаннях, тож якщо загалом ці дві групи йшли разом, то в деталях король міг спробувати зіграти на інтересах шляхти і духовенства на власну користь.
Як зазначено в технічному завданні документу, його прийняттю передувала зріла нарада та обговорення. Здається, підставою для роздумів став документ Краківського привілею. Можливо, що шляхта вимагала її дотримання. Церква також хотіла отримати захист своєї власності, тому секретар (який був священнослужителем), який записував нові статті в міру їх створення, включив у першу версію документа фразу, яка з'являється у версії D привілею: aedes sacras seu dignitates ecclesiasticas. Однак пізніше, через відсутність згоди короля, слово dignitates було видалено.
Пізніше під час зустрічі Ягайлу вдалося включити до документа нове правило про надання місцевих урядів. Суперечки виникли навколо питання про юстиціріуса — король розумів, що йому не вдасться зберегти колишнє значення цієї посади, тому запропонував обмежити роль юстиціріусів, і в такому вигляді вона увійшла до першого проекту ((Dog.). Шляхта не захотіла з цим погодитися, і створила власний проєкт (невідомий документ, копією якого є АР) — скасувавши посаду юстиціріуса, а натомість змінивши положення про збір поземельного податку — відтепер землевласник повинен був мати не 15 днів на сплату несплаченого податку, а 14.
Владислав Ягайло мусив погодитись на вимоги шляхти, але не хотів позбавляти себе привілею на свій проєкт, тому наказав переписати обидва варіанти й надати їм юридично обов'язкової форми. І хоча на перший погляд це може здатися дивним, але, за словами Гандельсмана, вступили в силу обидва — королівський проєкт був прийнятий духовенством (частина I), а шляхетський проєкт був переданий лицарям (частина II).

## Положення
При розгляді положень привілею Марцелі Гандельсман пропонує спиратися на версію документа, позначену ним як Vol. II, оскільки він містив вимоги шляхти, він був найбільш інноваційним і найкраще представляв поточний стан політичної свідомості тогочасних еліт. Перш ніж перейти до детальних положень документу, згаданий історик звертає увагу на зміну титулу, яким описував Владислава Ягайло — у 1386 р. він виконував обов'язки tutor et governor regni, тоді як у 1388 р. він отримав назву rex Polonie. Litivanie princeps supremus…, що яскраво доводить зміну його сприйняття польськими шляхтичами. У самих положеннях привілею говорилося про таке:
- церквам гарантувалося збереження прав і вольностей, якими вони користувалися раніше[2]. Шляхта отримала подібні гарантії прав і привілеїв з часів Казимира Великого і Людовика Анжуйського, з тією різницею, що з Краківського привілею зник пункт, який дозволяв правителю ставити під сумнів привілеї, несумісні з інтересами держави[3].
- король зобов'язувався не довіряти місцеві посади іноземцям. Це було повторенням положення з Кошицького та Краківського привілеїв, але цього разу правителю вдалося вилучити положення про контрольну роль шляхти в цілому щодо кандидатів. У світлі нових положень королю і шляхті було достатньо домовитися про конкретну кандидатуру[2].
- володар зобов'язувався не давати прохань на світські чи церковні посади[2].
- Король не мав права надавати в оренду, ні тимчасову, ні постійну, замки, фортеці чи міста іноземцям або нащадкам королівських родин; іноземці також не мали права обіймати старостинські посади та здавати в оренду землі королівства. Це положення було відповіддю на численні пожалування Людовіка Анжуйського угорцям, а також на спроби Ладислава Ягайла надати прикордонні фортеці литовцям[2].
- Військові питання були впорядковані шляхом виокремлення трьох видів військової служби: 1) захист кордонів держави, 2) внутрішня війна всередині країни і 3) зовнішня війна. У першому випадку кожен лицар (і населення в цілому) були зобов'язані захищати державу безкоштовно. Другий випадок передбачав те ж саме, за винятком того, що король був зобов'язаний викупити лицаря, який потрапив у полон. Третій випадок був найбільш розробленим, з кількома варіаціями: 1) король вимагає, щоб лицарі пішли з ним в похід, а натомість виплачує їм певну суму грошей як компенсацію за передбачувані збитки, і зобов'язується викупити всіх, хто потрапив у полон. 2) якщо війна природним чином виходила за межі країни, то король після закінчення військових дій зобов'язаний був виплатити компенсацію за понесені збитки, а також викупити тих, хто потрапив у полон. Отримання компенсації зобов'язувало лицаря взяти участь в одній експедиції протягом двох років. Якщо протягом цього терміну експедиція не відбувалася, або якщо король оголошував про другу експедицію після закінчення однієї, лицар звільнявся від свого обов'язку.[2]
  - Крім того, привілей запроваджував ще одне положення, яке передбачало оплату експедиційних витрат у розмірі трьох гривень за кожну копію[4].
  - Марцелій Гандельсман оцінював це положення як вигідне для шляхти, особливо дрібної, але дуже невигідне для Корони, яка у військових експедиціях відтепер залежала від лицарства, і правителям часто доводилося просити шляхту визнати ту чи іншу іноземну експедицію внутрішньою війною (як це сталося, наприклад, у 1454 році під Цереквіцею на початку Тринадцятилітньої війни)[2].
- за Петрківським привілеєм, усі звичні податки, збори та тягарі були скасовані, а натомість передбачалося, що кожен селянин у шляхетських маєтках повинен був сплачувати регулярний податок у розмірі 2 грошів з кожного селянського лану. Всі особи, які не обробляли землю, такі як сільські голови, мірошники, корчмарі тощо, були звільнені від цього обов'язку. Податок потрібно було сплачувати в період між днем святого Архистратига Михаїла (29 вересня) та днем святого Миколая (6 грудня)[2]. Несвоєчасна сплата призводила до нагадування, і протягом 14 днів після нагадування чиновник вилучав одну голову великої рогатої худоби. Ще через 14 днів конфісковували ще дві голови худоби і так далі, доки не буде сплачена сума боргу[2]. Ця стаття Пйотрківського привілею конкретизувала положення, запроваджене Людовиком Анжуйським у Кошицькому привілеї, а також пізніше модифіковане у Краківському привілеї.[2].
- привілей скасовував посаду суддів (хоча Владислав Ягайло пізніше все ще робив спроби відновити цю посаду, а скасуванню цієї функції передувала тривала суперечка)[2].
- король відмовлявся від права стації, а якщо йому доводилося перебувати один день у маєтках шляхти чи церкви, то він зобов'язувався нічого не брати силою, а платити за все необхідне[2].